# Eintracht Frankfurt 2023-2024
Questa voce raccoglie le informazioni riguardanti l'Eintracht Frankfurt nelle competizioni ufficiali della stagione 2023-2024.

## Divise e sponsor
| Casa | Trasferta |

## Rosa
Rosa aggiornata al 1º febbraio 2024.
| N. |                        | Ruolo | Calciatore                |
| -- | ---------------------- | ----- | ------------------------- |
| 1  | Germania (bandiera)    | P     | Kevin Trapp               |
| 3  | Ecuador (bandiera)     | D     | Willian Pacho             |
| 4  | Germania (bandiera)    | D     | Robin Koch                |
| 5  | Croazia (bandiera)     | D     | Hrvoje Smolčić            |
| 6  | Croazia (bandiera)     | C     | Kristijan Jakić           |
| 7  | Egitto (bandiera)      | A     | Omar Marmoush             |
| 8  | Algeria (bandiera)     | A     | Farès Chaïbi              |
| 9  | Francia (bandiera)     | A     | Randal Kolo Muani         |
| 9  | Austria (bandiera)     | A     | Saša Kalajdžić            |
| 11 | Francia (bandiera)     | A     | Hugo Ekitike              |
| 15 | Tunisia (bandiera)     | C     | Ellyes Skhiri             |
| 16 | Svezia (bandiera)      | C     | Hugo Larsson              |
| 17 | Germania (bandiera)    | C     | Sebastian Rode (capitano) |
| 18 | Germania (bandiera)    | A     | Jessic Ngankam            |
| 19 | Francia (bandiera)     | A     | Jean-Mattéo Bahoya        |
| 20 | Giappone (bandiera)    | C     | Makoto Hasebe             |
| 21 | Argentina (bandiera)   | A     | Lucas Alario              |
| 22 | Stati Uniti (bandiera) | C     | Timothy Chandler          |
| 23 | Norvegia (bandiera)    | A     | Jens Petter Hauge         |

| N. |                        | Ruolo | Calciatore              |
| -- | ---------------------- | ----- | ----------------------- |
| 24 | Portogallo (bandiera)  | D     | Aurélio Buta            |
| 25 | Paesi Bassi (bandiera) | C     | Donny van de Beek       |
| 26 | Francia (bandiera)     | C     | Éric Junior Dina Ebimbe |
| 27 | Germania (bandiera)    | C     | Mario Götze             |
| 28 | Germania (bandiera)    | C     | Marcel Wenig            |
| 29 | Francia (bandiera)     | D     | Niels Nkounkou          |
| 30 | Stati Uniti (bandiera) | C     | Paxten Aaronson         |
| 31 | Germania (bandiera)    | D     | Philipp Max             |
| 32 | Serbia (bandiera)      | C     | Marko Mladenović        |
| 33 | Germania (bandiera)    | P     | Jens Grahl              |
| 35 | Brasile (bandiera)     | D     | Tuta                    |
| 36 | Germania (bandiera)    | C     | Ansgar Knauff           |
| 40 | Brasile (bandiera)     | P     | Kauã Santos             |
| 41 | Albania (bandiera)     | P     | Simon Simoni            |
| 43 | Germania (bandiera)    | A     | Noel Futkeu             |
| 44 | Ecuador (bandiera)     | D     | Davis Bautista          |
| 45 | Germania (bandiera)    | C     | Mehdi Loune             |
| 46 | Germania (bandiera)    | D     | Dario Gebuhr            |
| 48 | Spagna (bandiera)      | A     | Nacho Ferri             |
| 49 | Germania (bandiera)    | C     | Harpreet Ghotra         |

## Calciomercato

### Sessione estiva
| Acquisti         | Acquisti                | Acquisti            | Acquisti                   |
| R.               | Nome                    | da                  | Modalità                   |
| ---------------- | ----------------------- | ------------------- | -------------------------- |
| A                | Farès Chaïbi            | Tolosa              | definitivo (10 milioni €)  |
| D                | Willian Pacho           | Anversa             | definitivo (9 milioni €)   |
| C                | Hugo Larsson            | Malmö FF            | definitivo (9 milioni €)   |
| D                | Niels Nkounkou          | Saint-Étienne       | definitivo (7,5 milioni €) |
| C                | Éric Junior Dina Ebimbe | Paris Saint-Germain | definitivo (6,5 milioni €) |
| A                | Ansgar Knauff           | Borussia Dortmund   | definitivo (5 milioni €)   |
| A                | Jessic Ngankam          | Hertha Berlino      | definitivo (4 milioni €)   |
| D                | Philipp Max             | PSV                 | definitivo (1,9 milioni €) |
| P                | Kauã Santos             | Flamengo            | definitivo (1,6 milioni €) |
| D                | Nmamdi Collins          | Borussia Dortmund   | definitivo (1 milione €)   |
| D                | Robin Koch              | Leeds Utd           | prestito (500 mila €)      |
| C                | Ellyes Skhiri           | Colonia             | gratuito                   |
| A                | Omar Marmoush           | Wolfsburg           | gratuito                   |
| A                | Noel Futkeu             | Rot-Weiss Essen     | gratuito                   |
| Altre operazioni |                         |                     |                            |
| R.               | Nome                    | da                  | Modalità                   |
| A                | Jens Petter Hauge       | Gent                | fine prestito              |
| D                | Jérôme Onguéné          | Salisburgo          | fine prestito              |
| A                | Ragnar Ache             | Greuther Fürth      | fine prestito              |
| A                | Igor Matanović          | St. Pauli           | fine prestito              |
| A                | Ali Akman               | Göztepe             | fine prestito              |

| Cessioniv        | Cessioniv               | Cessioniv           | Cessioniv                 |
| R.               | Nome                    | a                   | Modalità                  |
| ---------------- | ----------------------- | ------------------- | ------------------------- |
| A                | Randal Kolo Muani       | Paris Saint-Germain | definitivo (95 milioni €) |
| C                | Jesper Lindstrøm        | Napoli              | definitivo (25 milioni €) |
| C                | Djibril Sow             | Siviglia            | definitivo (10 milioni €) |
| P                | Diant Ramaj             | Ajax                | definitivo (4 milioni €)  |
| A                | Ragnar Ache             | Kaiserslautern      | definitivo (1 milione €)  |
| D                | Christopher Lenz        | RB Lipsia           | definitivo (1 milione €)  |
| D                | Evan Ndicka             | Roma                | gratuito                  |
| A                | Faride Alidou           | Colonia             | prestito                  |
| D                | Jérôme Onguéné          | Servette            | prestito                  |
| A                | Igor Matanović          | Karlsruhe           | prestito                  |
| C                | Daichi Kamada           |                     | svincolato                |
| D                | Almamy Touré            |                     | svincolato                |
| D                | Jan Schröder            |                     | svincolato                |
| A                | Ali Akman               | Dender              | n.d.                      |
| Altre operazioni |                         |                     |                           |
| R.               | Nome                    | a                   | Modalità                  |
| C                | Éric Junior Dina Ebimbe | Paris Saint-Germain | fine prestito             |
| A                | Ansgar Knauff           | Borussia Dortmund   | fine prestito             |
| D                | Philipp Max             | PSV                 | fine prestito             |

### Sessione invernale
| Acquisti         | Acquisti           | Acquisti            | Acquisti                 |
| R.               | Nome               | da                  | Modalità                 |
| ---------------- | ------------------ | ------------------- | ------------------------ |
| C                | Donny van de Beek  | Manchester Utd      | prestito                 |
| A                | Saša Kalajdžić     | Wolverhampton       | prestito                 |
| A                | Jean-Mattéo Bahoya | Angers              | definitivo (8 milioni €) |
| A                | Hugo Ekitike       | Paris Saint-Germain | prestito                 |
| Altre operazioni |                    |                     |                          |
| R.               | Nome               | da                  | Modalità                 |

| Cessioni         | Cessioni          | Cessioni      | Cessioni                 |
| R.               | Nome              | a             | Modalità                 |
| ---------------- | ----------------- | ------------- | ------------------------ |
| C                | Marcel Wenig      | Norimberga    | prestito                 |
| A                | Lucas Alario      | Internacional | definitivo (3 milioni €) |
| D                | Kristijan Jakić   | Augusta       | n.d.                     |
| A                | Jens Petter Hauge | Bodø/Glimt    | prestito                 |
| A                | Jessic Ngankam    | Magonza       | prestito                 |
| C                | Paxten Aaronson   | Vitesse       | prestito                 |
| Altre operazioni |                   |               |                          |
| R.               | Nome              | a             | Modalità                 |

## Risultati

### Bundesliga

#### Girone di andata
| Arbitro: | Osmers (Hannover) |

|                |           |  |
| Kolo Muani 40’ | Marcatori |  |

| Arbitro: | Dankert (Rostock) |

|         |           |                |
| Lee 25’ | Marcatori | 90+1’ Marmoush |

| Arbitro: | Badstübner (Norimberga) |

|              |           |                  |
| Nkounkou 87’ | Marcatori | 43’ (rig.) Kainz |

| Arbitro: | Brand (Unterspiesheim) |

|                   |           |                 |
| Stöger 74’ (rig.) | Marcatori | 55’ Dina Ebimbe |

| Francoforte sul Meno 24 settembre 2023, ore 17:30 CEST 5ª giornata | Eintracht Francoforte | 0 – 0 referto | Friburgo | Deutsche Bank Park (55 800 spett.)\| Arbitro: \| Zwayer (Berlino) \| |
| Arbitro:                                                           | Zwayer (Berlino)      |               |          |                                                                      |

| Arbitro: | Willenborg (Osnabrück) |

|               |           |  |
| Wind 31’, 84’ | Marcatori |  |

| Arbitro: | Schlager (Hügelsheim) |

|                        |           |  |
| Larsson 39’ Knauff 72’ | Marcatori |  |

| Arbitro: | Jöllenbeck (Friburgo in Brisgovia) |

|          |           |                                      |
| Beier 3’ | Marcatori | 11’ Marmoush 23’ Knauff 45+3’ Skhiri |

| Arbitro: | Schröder (Hannover) |

|                                    |           |                                       |
| Marmoush 8’ (rig.), 24’ Chaïbi 68’ | Marcatori | 45+1’ Sabitzer 54’ Moukoko 82’ Brandt |

| Arbitro: | Jablonski (Brema) |

|  |           |                            |
|  | Marcatori | 2’, 14’ Marmoush 82’ Nacho |

| Arbitro: | Brand (Unterspiesheim) |

|                         |           |                        |
| Ducksch 45+2’ Borré 50’ | Marcatori | 65’ Skhiri 70’ Smolčić |

| Arbitro: | Brych (Monaco di Baviera) |

|                  |           |                 |
| Anton 26’ (aut.) | Marcatori | 1’, 45+1’ Undav |

| Arbitro: | Osmers (Hannover) |

|                     |           |                   |
| Jensen 35’ Iago 58’ | Marcatori | 78’ (aut.) Dahmen |

| Arbitro: | Zwayer (Berlino) |

|                                                          |           |             |
| Marmoush 12’ Dina Ebimbe 31’, 50’ Larsson 36’ Knauff 60’ | Marcatori | 44’ Kimmich |

| Arbitro: | Dingert (Lebecksmühle) |

|                                     |           |  |
| Boniface 14’ Frimpong 52’ Wirtz 57’ | Marcatori |  |

| Arbitro: | Badstübner (Norimberga) |

|                       |           |           |
| Buta 90+2’ Koch 90+7’ | Marcatori | 27’ Wöber |

| Arbitro: | Willenborg (Osnabrück) |

|  |           |           |
|  | Marcatori | 7’ Knauff |

#### Girone di ritorno
| Arbitro: | Siebert (Berlino) |

|                               |           |                         |
| Justvan 61’ Vilhelmsson 90+5’ | Marcatori | 33’ Nkounkou 51’ Knauff |

| Arbitro: | Zwayer (Berlino) |

|           |           |  |
| Götze 73’ | Marcatori |  |

| Arbitro: | Gerach (Landau) |

|                          |           |  |
| Alidou 68’ Thielmann 80’ | Marcatori |  |

| Arbitro: | Jablonski (Brema) |

|              |           |                 |
| Marmoush 14’ | Marcatori | 17’ Broschinski |

| Arbitro: | Stieler (Amburgo) |

|                                             |           |                              |
| Dōan 30’ Grifo 45+5’ (rig.) Gregoritsch 90’ | Marcatori | 27’ Marmoush 35’, 72’ Knauff |

| Arbitro: | Schlager (Hügelsheim) |

|                        |           |                        |
| Max 14’ Marmoush 90+2’ | Marcatori | 2’ Lacroix 36’ Behrens |

| Arbitro: | Storks (Rasdorf) |

|               |           |                                |
| Pieringer 59’ | Marcatori | 38’ (aut.) Gimber 49’ Nkounkou |

| Arbitro: | Dankert (Rostock) |

|                                    |           |           |
| Koch 32’ Dina Ebimbe 50’ Götze 64’ | Marcatori | 6’ Brooks |

| Arbitro: | Stieler (Amburgo) |

|                                          |           |           |
| Adeyemi 33’ Hummels 81’ Can 90+3’ (rig.) | Marcatori | 13’ Götze |

| Francoforte sul Meno 30 marzo 2024, ore 15:30 CET 27ª giornata | Eintracht Francoforte | 0 – 0 referto | Union Berlino | Deutsche Bank Park (55 000 spett.)\| Arbitro: \| Fritz (Korb) \| |
| Arbitro:                                                       | Fritz (Korb)          |               |               |                                                                  |

| Arbitro: | Hartmann (Wangen im Allgäu) |

|          |           |               |
| Tuta 77’ | Marcatori | 62’ Veljković |

| Arbitro: | Aytekin (Oberasbach) |

|                                     |           |  |
| Guirassy 11’ Undav 17’ Leweling 37’ | Marcatori |  |

| Arbitro: | Petersen (Stoccarda) |

|                                       |           |               |
| Chaïbi 55’ Ekitike 61’ Marmoush 90+5’ | Marcatori | 13’ R. Vargas |

| Arbitro: | Schlager (Hügelsheim) |

|                     |           |             |
| Kane 9’, 61’ (rig.) | Marcatori | 23’ Ekitike |

| Arbitro: | Dingert (Lebecksmühle) |

|             |           |                                                                           |
| Ekitike 32’ | Marcatori | 12’ Xhaka 44’ Schick 58’ (rig.) Palacios 77’ Frimpong 89’ (rig.) Boniface |

| Arbitro: | Schröder (Hannover) |

|         |           |                 |
| Hack 9’ | Marcatori | 35’ Dina Ebimbe |

| Arbitro: | Zwayer (Berlino) |

|                                 |           |                                  |
| Ekitike 60’ Marmoush 77’ (rig.) | Marcatori | 42’ (rig.) Xavi Simons 46’ Šeško |

### DFB-Pokal
| Arbitro: | Bacher (Amerang) |

|  |           |                                                                               |
|  | Marcatori | 37’ Kolo Muani 59’ Götze 66’ Marmoush 73’, 90+1’ Dina Ebimbe 77’, 87’ Ngankam |

| Arbitro: | Burda (Berlino) |

|  |           |                       |
|  | Marcatori | 14’ Skhiri 90’ Knauff |

| Arbitro: | Siebert (Berlino) |

|                        |           |  |
| Brünker 64’ Kerber 78’ | Marcatori |  |

### UEFA Europa Conference League

#### Spareggi
| Arbitro: | Ladebäck |

|              |           |               |
| Fadiga 90+5’ | Marcatori | 6’ Kolo Muani |

| Arbitro: | Lindhout |

|                        |           |  |
| Ngankam 79’ Skhiri 86’ | Marcatori |  |

#### Fase a gironi
| Arbitro: | Theouli |

|                              |           |             |
| Marmoush 11’ (rig.) Koch 61’ | Marcatori | 22’ Polvara |

| Arbitro: | Sozza |

|                                |           |              |
| Živković 28’ Koulierakīs 90+2’ | Marcatori | 68’ Marmoush |

| Arbitro: | Kopiievskyi |

|                                                                         |           |  |
| Dina Ebimbe 12’ (rig.), 89’ Koch 27’ Marmoush 31’ Tuta 45+3’ Skhiri 55’ | Marcatori |  |

| Arbitro: | Gaillouste |

|  |           |            |
|  | Marcatori | 30’ Chaïbi |

| Arbitro: | Sylwestrzak |

|              |           |                           |
| Marmoush 58’ | Marcatori | 55’ Kędziora 73’ Živković |

| Arbitro: | Nogueira |

|                    |           |  |
| Duk 41’ Sokler 74’ | Marcatori |  |

#### Fase a eliminazione diretta

##### Spareggi
| Arbitro: | Pawson |

|                           |           |                         |
| Rasmussen 31’ Nilsson 68’ | Marcatori | 3’ Chaïbi 10’ Kalajdžić |

| Arbitro: | Eskås |

|                 |           |                        |
| Dina Ebimbe 88’ | Marcatori | 47’ Puertas 80’ Eckert |

## Statistiche

### Statistiche di squadra
| Competizione      | Punti | In casa | In casa | In casa | In casa | In casa | In casa | In trasferta | In trasferta | In trasferta | In trasferta | In trasferta | In trasferta | Totale | Totale | Totale | Totale | Totale | Totale | DR  |
| Competizione      | Punti | G       | V       | N       | P       | Gf      | Gs      | G            | V            | N            | P            | Gf           | Gs           | G      | V      | N      | P      | Gf     | Gs     | DR  |
| ----------------- | ----- | ------- | ------- | ------- | ------- | ------- | ------- | ------------ | ------------ | ------------ | ------------ | ------------ | ------------ | ------ | ------ | ------ | ------ | ------ | ------ | --- |
| Bundesliga        | 46    | 17      | 7       | 8       | 2       | 29      | 21      | 17           | 4            | 6            | 7            | 22           | 29           | 34     | 11     | 14     | 9      | 51     | 50     | +1  |
| Coppa di Germania | -     | 0       | 0       | 0       | 0       | 0       | 0       | 3            | 2            | 0            | 1            | 9            | 2            | 3      | 2      | 0      | 1      | 9      | 2      | +7  |
| Conference League | 9     | 5       | 3       | 0       | 2       | 12      | 5       | 5            | 1            | 2            | 2            | 5            | 7            | 10     | 4      | 2      | 4      | 17     | 12     | +5  |
| Totale            |       | 22      | 10      | 8       | 4       | 41      | 26      | 25           | 7            | 8            | 10           | 36           | 38           | 47     | 16     | 16     | 14     | 78     | 64     | +13 |

### Andamento in campionato
| Giornata  | 1 | 2 | 3  | 4 | 5 | 6 | 7 | 8 | 9 | 10 | 11 | 12 | 13 | 14 | 15 | 16 | 17 | 18 | 19 | 20 | 21 | 22 | 23 | 24 | 25 | 26 | 27 | 28 | 29 | 30 | 31 | 32 | 33 | 34 |
| --------- | - | - | -- | - | - | - | - | - | - | -- | -- | -- | -- | -- | -- | -- | -- | -- | -- | -- | -- | -- | -- | -- | -- | -- | -- | -- | -- | -- | -- | -- | -- | -- |
| Luogo     | C | T | C  | T | C | T | C | T | C | T  | T  | C  | T  | C  | T  | C  | T  | T  | C  | T  | C  | T  | C  | T  | C  | T  | C  | C  | T  | C  | T  | C  | T  | C  |
| Risultato | V | N | N  | N | N | P | V | V | N | V  | N  | P  | P  | V  | P  | V  | V  | N  | V  | P  | N  | N  | N  | V  | V  | P  | N  | N  | P  | V  | P  | P  | N  | N  |
| Posizione | 7 | 6 | 10 | 9 | 8 | 9 | 8 | 7 | 7 | 7  | 7  | 7  | 7  | 7  | 8  | 6  | 6  | 6  | 6  | 6  | 6  | 6  | 6  | 6  | 6  | 6  | 6  | 6  | 6  | 6  | 6  | 6  | 6  | 6  |

Fonte:  Bundesliga - Tabelle, su bundesliga.com.
Legenda:

Luogo: C = Casa; T = Trasferta. Risultato: V = Vittoria; N = Pareggio; P = Sconfitta.

### Statistiche dei giocatori
| Giocatore      | Bundesliga | Bundesliga | Bundesliga  | Bundesliga | Coppa di Germania | Coppa di Germania | Coppa di Germania | Coppa di Germania | Conference League | Conference League | Conference League | Conference League | Totale   | Totale | Totale      | Totale     |
| Giocatore      | Presenze   | Reti       | Ammonizioni | Espulsioni | Presenze          | Reti              | Ammonizioni       | Espulsioni        | Presenze          | Reti              | Ammonizioni       | Espulsioni        | Presenze | Reti   | Ammonizioni | Espulsioni |
| -------------- | ---------- | ---------- | ----------- | ---------- | ----------------- | ----------------- | ----------------- | ----------------- | ----------------- | ----------------- | ----------------- | ----------------- | -------- | ------ | ----------- | ---------- |
| P. Aaronson    | 7          | 0          | 0           | 0          | 1                 | 0                 | 0                 | 0                 | 6                 | 0                 | 0                 | 0                 | 14       | 0      | 0           | 0          |
| L. Alario      | -          | -          | -           | -          | -                 | -                 | -                 | -                 | -                 | -                 | -                 | -                 | -        | -      | -           | -          |
| J-M. Bahoya    | 7          | 0          | 0           | 0          | 0                 | 0                 | 0                 | 0                 | 0                 | 0                 | 0                 | 0                 | 7        | 0      | 0           | 0          |
| E. Baum        | 4          | 0          | 0           | 0          | -                 | -                 | -                 | -                 | 2                 | 0                 | 0                 | 0                 | 6        | 0      | 0           | 0          |
| A. Buta        | 30         | 1          | 4           | 0          | 3                 | 0                 | 0                 | 0                 | 8                 | 0                 | 4                 | 0                 | 41       | 1      | 8           | 0          |
| F. Chaïbi      | 28         | 2          | 2           | 0          | 2                 | 0                 | 0                 | 0                 | 7                 | 2                 | 1                 | 0                 | 37       | 4      | 3           | 0          |
| T. Chandler    | 6          | 0          | 0           | 0          | -                 | -                 | -                 | -                 | 2                 | 0                 | 1                 | 0                 | 8        | 0      | 1           | 0          |
| N. Collins     | 2          | 0          | 0           | 0          | -                 | -                 | -                 | -                 | 0                 | 0                 | 0                 | 0                 | 2        | 0      | 0           | 0          |
| É. Ebimbe      | 31         | 5          | 5           | 0          | 3                 | 2                 | 1                 | 0                 | 10                | 3                 | 2                 | 0                 | 44       | 10     | 8           | 0          |
| H. Ekitike     | 14         | 4          | 3           | 0          | 0                 | 0                 | 0                 | 0                 | 2                 | 0                 | 0                 | 0                 | 16       | 4      | 3           | 0          |
| N. Ferri       | 8          | 1          | 0           | 0          | 1                 | 0                 | 0                 | 0                 | 4                 | 0                 | 0                 | 0                 | 13       | 1      | 0           | 0          |
| N. Futkeu      | -          | -          | -           | -          | 1                 | 0                 | 0                 | 1                 | -                 | -                 | -                 | -                 | 1        | 0      | 0           | 1          |
| M. Götze       | 30         | 3          | 5           | 1          | 2                 | 1                 | 0                 | 0                 | 9                 | 0                 | 0                 | 0                 | 41       | 4      | 5           | 1          |
| J. Grahl       | 2          | -2         | 0           | 0          | 1                 | -0                | 0                 | 0                 | 2                 | -1                | 0                 | 0                 | 5        | -3     | 0           | 0          |
| M. Hasebe      | 7          | 0          | 1           | 0          | 3                 | 0                 | 0                 | 0                 | 3                 | 0                 | 0                 | 0                 | 13       | 0      | 1           | 0          |
| J.P. Hauge     | 11         | 0          | 0           | 0          | 2                 | 0                 | 0                 | 0                 | 5                 | 0                 | 0                 | 0                 | 18       | 0      | 0           | 0          |
| K. Jakić       | 4          | 0          | 1           | 0          | -                 | -                 | -                 | -                 | 4                 | 0                 | 2                 | 1                 | 8        | 0      | 3           | 1          |
| S. Kalajdžić   | 5          | 0          | 0           | 0          | 0                 | 0                 | 0                 | 0                 | 1                 | 1                 | 0                 | 0                 | 6        | 1      | 0           | 0          |
| A. Knauff      | 31         | 7          | 5           | 1          | 1                 | 1                 | 0                 | 0                 | 8                 | 0                 | 0                 | 0                 | 40       | 8      | 5           | 1          |
| R. Koch        | 30         | 2          | 10          | 0          | 3                 | 0                 | 1                 | 0                 | 8                 | 1                 | 1                 | 0                 | 41       | 3      | 12          | 0          |
| R. Kolo Muani  | 2          | 1          | 0           | 0          | 1                 | 1                 | 0                 | 0                 | 1                 | 1                 | 0                 | 0                 | 4        | 3      | 0           | 0          |
| H. Larsson     | 31         | 2          | 1           | 0          | 3                 | 0                 | 0                 | 0                 | 6                 | 0                 | 0                 | 0                 | 40       | 2      | 1           | 0          |
| C. Lenz        | 1          | 0          | 0           | 0          | -                 | -                 | -                 | -                 | -                 | -                 | -                 | -                 | 1        | 0      | 0           | 0          |
| J. Lindstrøm   | 1          | 0          | 0           | 0          | 1                 | 0                 | 0                 | 0                 | 1                 | 0                 | 0                 | 0                 | 3        | 0      | 0           | 0          |
| O. Marmoush    | 27         | 12         | 7           | 0          | 3                 | 1                 | 0                 | 0                 | 9                 | 4                 | 1                 | 0                 | 39       | 17     | 8           | 0          |
| P. Max         | 23         | 1          | 2           | 0          | 2                 | 0                 | 1                 | 0                 | 2                 | 0                 | 0                 | 0                 | 27       | 1      | 3           | 0          |
| M. Mladenović  | 1          | 0          | 0           | 0          | 0                 | 0                 | 0                 | 0                 | 0                 | 0                 | 0                 | 0                 | 1        | 0      | 0           | 0          |
| J. Ngankam     | 15         | 0          | 2           | 0          | 2                 | 2                 | 0                 | 0                 | 6                 | 1                 | 0                 | 0                 | 23       | 3      | 2           | 0          |
| N. Nkounkou    | 29         | 3          | 5           | 1          | 2                 | 0                 | 0                 | 0                 | 8                 | 0                 | 1                 | 0                 | 39       | 3      | 6           | 1          |
| W. Pacho       | 33         | 0          | 7           | 0          | 3                 | 1                 | 0                 | 0                 | 8                 | 0                 | 0                 | 0                 | 44       | 1      | 7           | 0          |
| S. Rode        | 8          | 0          | 0           | 0          | -                 | -                 | -                 | -                 | 3                 | 0                 | 0                 | 0                 | 11       | 0      | 0           | 0          |
| E. Skhiri      | 27         | 2          | 1           | 0          | 2                 | 1                 | 1                 | 0                 | 9                 | 2                 | 0                 | 0                 | 38       | 5      | 2           | 0          |
| H. Smolčić     | 11         | 1          | 0           | 0          | 1                 | 0                 | 0                 | 0                 | 6                 | 0                 | 0                 | 0                 | 18       | 1      | 0           | 0          |
| K. Trapp       | 32         | -48        | 3           | 0          | 2                 | -2                | 0                 | 0                 | 9                 | -11               | 1                 | 0                 | 43       | -61    | 4           | 0          |
| Tuta           | 30         | 1          | 3           | 2          | 3                 | 0                 | 0                 | 0                 | 8                 | 1                 | 2                 | 0                 | 41       | 2      | 5           | 2          |
| D. Van De Beek | 8          | 0          | 1           | 0          | 0                 | 0                 | 0                 | 0                 | 0                 | 0                 | 0                 | 0                 | 8        | 0      | 1           | 0          |
| M. Wenig       | -          | -          | -           | -          | -                 | -                 | -                 | -                 | -                 | -                 | -                 | -                 | -        | -      | -           | -          |